# فرهنگسرای سرو

فرهنگسرای سرو یکی از فرهنگسراهای فعال شهر تهران می‌باشد که در منطقه ۶ شهر تهران واقع شده‌است.

## تاریخچه
این فرهنگسرا با هدف ارائه فعالیت‌های فرهنگی، هنری، مذهبی و اجتماعی روز دوشنبه ۱۸ دی ماه ۱۳۷۴ با نام سرو و با حضور رئیس‌جمهور وقت و جمعی از مسئولان فرهنگی هنری در ساختمانی ۷ طبقه به مساحت ۳۵۴۶ مترمربع واقع در ضلع شمالی بوستان ساعی افتتاح شد.
از آنجا که نیمی از جمعیت شهر را زنان تشکیل می‌دهند سازمان فرهنگی هنری شهرداری تهران با نظر در ساختار فرهنگسراهای موجود فعالیت‌های آن‌ها را به صورت هویتی دسته‌بندی کرد. از این رو فرهنگ سرای سرو از ابتدای سال ۱۳۸۰ به فرهنگ‌سرای بانو تغییر نام داد.
در ابتدای تابستان سال ۱۳۸۸ با توجه به تغییرات ساختاری سازمان و حذف بعضی از رویکردهای تخصصی و هویت عمومی در بخش فعالیت‌های محتوایی این فرهنگ سرا، مجدداً به عنوان فرهنگ سرای سرو به کار خود ادامه داد.
از سال ۱۳۸۴ مدیریت فرهنگی هنری منطقه ۶ نیز در این مرکز مستقر گردید.
نخستین خانه کودک در فرهنگسرای سرو گشایش یافته‌است که محلی برای برگزاری جشن‌های تولد و مناسبت‌های مختلف است که برنامه‌هایی با مشارکت کودکان در آن به اجرا در می‌آید.

## امکانات و بخش‌های مختلف
- واحدهای اداری مدیریت فرهنگی هنری منطقه ۶
- واحد آموزش در ۲ طبقه و ارائه خدمات آموزشی در رشته‌های عمومی و تخصصی.
- کتابخانه سرو در دو طبقه شامل ۴ سالن مطالعه (۲ سالن برای برادران و ۲ سالن برای خواهران)، مخزن، مرجع، کودک، نشریات و کمک درسی.
- نگارخانه سرو با ارائه نمایشگاه‌های هنری، دستی
- سالن آمفی تئاتر با گنجایش ۱۰۰ نفر جهت اجرای سمینارها، نشست‌ها، همایش، اکران فیلم، نقد و بررسی کتاب و فیلم و ..
- سالن آمفی تئاتر روباز سرو با ظرفیت بالغ بر ۷۰۰ نفر در فضای پارک ساعی.
- باشگاه ورزشی سرو با فضایی حدود ۴۵۰ متر مربع و ارائه خدمات، آموزشی، تفریحی و... در رشته‌های ورزشی به کلیه گروه‌های سنی.
- رستوران سرو ساعی
- مهد و پیش دبستانی و خانه اسباب بازی
- سایت کامپیوتر
- بخش کانون‌ها و مشارکت‌های مردمی، شهریاران جوان و شورایاری محله.

## دوره‌های آموزشی
دوره‌های آموزشی مختلفی مناسب تمام دوره‌های سنی از خردسالان تا بزرگسالان در این فرهنگسرا برگزار می‌شود.
سرفصل‌های آموزشی عبارتند از:
- علوم قرآنی: روخوانی، روانخوانی، تجوید، حفظ خردسال و ...
- ورزشی: شطرنج، کاراته، ایروبیک، پیلاتس، ژیمناستیک، دفاع شخصی، شنا، فوتبال و ...
- ادبی: آموزش فنون شعر فارسی، داستان‌نویسی، فن بیان و سخنوری، خاطره‌نویسی و ...
- تخصصی سفال: حجم سازی، کتیبه، چرخ کاری، نقش برجسته، لعاب و رنگ و ...
- هنرهای صناعی و سنتی: قلم‌زنی، سوخت روی چوب، معرق، کیف‌دوزی، چرم و ...
- روانشناسی و پزشکی: فوریت‌های پزشکی (۳دوره) در پایان از انجمن پرستاری اعتبارنامه عطاء می‌گردد.
- واحد تخصصی مشاوره: خانوادگی، ازدواج، کودک و... به صورت فردی و گروهی.
- هنرهای تجسمی: خوشنویسی (تحریری، نستعلیق، لاتین)، نقاشی موزاییک، طراحی، نقاشی و ...
- نگارخانه: برپایی نمایشگاه‌ها و کارگاه‌های هنری و ...
- کتابخانه: سالن مطالعه، امانت کتاب، بخش مرجع و ...
- کانون‌های مردمی: قرآن و عترت، بانوان، مهارت‌های زندگی، لکنت، شعر، ورزش و ...